# Fotbalista roku Jižní Ameriky

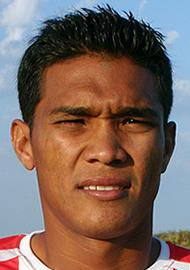
Teófilo Gutiérrez, vítěz za rok 2014

Fotbalista roku Jižní Ameriky, španělsky Futbolista del año en Sudamérica, je anketa, která od roku 1971 hledá nejlepšího fotbalistu působícího na jihoamerickém kontinentu. Původně anketu organizoval venezuelský deník El Mundo, od roku 1986 ji převzal uruguayský deník El País. V průběhu existence ankety se změnily pravidla: v letech 1971–1985 mohl být zvolen jihoamerický fotbalista hrající kdekoli po světě, od roku 1986 musí hrát v některé z jihoamerických ligových soutěží.

## Přehled vítězů
| Rok             | Hráč                  | Země      | Klub                      |
| Anketa El Mundo |                       |           |                           |
| 1971            | Tostão                | Brazílie  | Cruzeiro EC               |
| 1972            | Teófilo Cubillas      | Peru      | Alianza Lima              |
| 1973            | Pelé                  | Brazílie  | Santos FC                 |
| 1974            | Elías Figueroa        | Chile     | SC Internacional          |
| 1975            | Elías Figueroa        | Chile     | SC Internacional          |
| 1976            | Elías Figueroa        | Chile     | SC Internacional          |
| 1977            | Zico                  | Brazílie  | CR Flamengo               |
| 1978            | Mario Kempes          | Argentina | Valencia CF               |
| 1979            | Diego Maradona        | Argentina | Argentinos Juniors        |
| 1980            | Diego Maradona        | Argentina | Argentinos Juniors        |
| 1981            | Zico                  | Brazílie  | CR Flamengo               |
| 1982            | Zico                  | Brazílie  | CR Flamengo               |
| 1983            | Sócrates              | Brazílie  | SC Corinthians Paulista   |
| 1984            | Enzo Francescoli      | Uruguay   | River Plate               |
| 1985            | Julio César Romero    | Paraguay  | Fluminense FC             |
| Anketa El País  |                       |           |                           |
| 1986            | Antonio Alzamendi     | Uruguay   | River Plate               |
| 1987            | Carlos Valderrama     | Kolumbie  | Deportivo Cali            |
| 1988            | Rubén Paz             | Uruguay   | Racing Club de Avellaneda |
| 1989            | Bebeto                | Brazílie  | Vasco da Gama             |
| 1990            | Raúl Vicente Amarilla | Paraguay  | Club Olimpia              |
| 1991            | Oscar Ruggeri         | Argentina | Vélez Sársfield           |
| 1992            | Raí                   | Brazílie  | São Paulo FC              |
| 1993            | Carlos Valderrama     | Kolumbie  | Atlético Junior           |
| 1994            | Cafu                  | Brazílie  | São Paulo FC              |
| 1995            | Enzo Francescoli      | Uruguay   | River Plate               |
| 1996            | José Luis Chilavert   | Paraguay  | Vélez Sársfield           |
| 1997            | Marcelo Salas         | Chile     | River Plate               |
| 1998            | Martín Palermo        | Argentina | Boca Juniors              |
| 1999            | Javier Saviola        | Argentina | River Plate               |
| 2000            | Romário               | Brazílie  | Vasco da Gama             |
| 2001            | Juan Román Riquelme   | Argentina | Boca Juniors              |
| 2002            | José Cardozo          | Paraguay  | Deportivo Toluca FC       |
| 2003            | Carlos Tévez          | Argentina | Boca Juniors              |
| 2004            | Carlos Tévez          | Argentina | Boca Juniors              |
| 2005            | Carlos Tévez          | Argentina | SC Corinthians Paulista   |
| 2006            | Matías Fernández      | Chile     | Colo-Colo                 |
| 2007            | Salvador Cabañas      | Paraguay  | América                   |
| 2008            | Juan Sebastián Verón  | Argentina | Estudiantes               |
| 2009            | Juan Sebastián Verón  | Argentina | Estudiantes               |
| 2010            | Andrés D'Alessandro   | Argentina | SC Internacional          |
| 2011            | Neymar                | Brazílie  | Santos FC                 |
| 2012            | Neymar                | Brazílie  | Santos FC                 |
| 2013            | Ronaldinho            | Brazílie  | CA Mineiro                |
| 2014            | Teófilo Gutiérrez     | Kolumbie  | River Plate               |
| 2015            | Carlos Sánchez        | Uruguay   | CA River Plate            |
| 2016            | Miguel Borja          | Kolumbie  | Atlético Nacional         |
| 2017            | Luan                  | Brazílie  | Grêmio                    |
| 2018            | Pity Martínez         | Argentina | CA River Plate            |
| 2019            | Gabriel Barbosa       | Brazílie  | CR Flamengo               |
| 2020            | Marinho               | Brazílie  | Santos                    |
| 2021            | Julián Álvarez        | Argentina | River Plate               |
| 2022            | Pedro                 | Brazílie  | CR Flamengo               |
| 2023            | Germán Cano           | Argentina | Fluminense FC             |